# Slipknot (álbum)
Slipknot es el primer álbum de la banda estadounidense de metal alternativo Slipknot, lanzado el 29 de junio de 1999 a través de Roadrunner Records, después de que en 1998 se hubiesen lanzado algunas de las canciones en una maqueta. En diciembre de 1999 se lanzó una reedición con un orden diferente de canciones y nueva masterización, debido a una demanda por derechos de autor, de la canción Purity. Fue el primer lanzamiento de la banda en contar con la colaboración del productor Ross Robinson, quien buscó refinar el sonido de la banda en lugar de cambiar su dirección musical. Este es el único álbum que presenta al guitarrista original Josh Brainard, quien se fue al final de la grabación a finales de 1998 mientras la banda se tomaba un breve descanso. Jim Root, quien grabó dos pistas en este momento, aparecería a tiempo completo en álbumes posteriores.
El álbum contiene variedad de géneros y es reconocido por su amplia utilización de la percusión y sonido duro. Slipknot tuvo buena recepción por parte de los seguidores y de la crítica, siendo en parte responsable de acercar a Slipknot hacia la popularidad. El disco llegó al puesto número 51 de la lista Billboard 200 y ha sido certificado doble platino en Estados Unidos.

## Grabación y producción
En 1997, después del lanzamiento de la primera maqueta de la banda Mate. Feed. Kill. Repeat., los integrantes de Slipknot siguieron componiendo canciones y trabajando en el estudio SR Audio, junto a su nuevo vocalista Corey Taylor. Su intención era lanzar una segunda maqueta, a pesar de que nunca llegaron a pasar de la preproducción. Las canciones compuestas en esta época fueron «Slipknot», «Gently», «Do Nothing», «Tattered and Torn», «Heartache and a Pair of Scissors», «Me Inside», «The Me Inside», «Coleslaw», «Carve», «Windows» y «May 17th». En 1998, Slipknot comenzó a atraer la atención de discográficas como Epic Records y Hollywood Records.
El 29 de septiembre de 1998, Slipknot se marchó de Des Moines, Iowa para entrar en los Indigo Ranch Studios de Malibú, California, para comenzar la grabación de un nuevo disco después de esperar para firmar contrato discográfico. Lanzaron la maqueta pensando en un futuro contrato con productores; «Spit It Out» era el centro de la maqueta y, junto a la ayuda de su mánager Sophia John, consiguieron hacerle llegar una copia de su homónima maqueta al productor Ross Robinson. La banda quería trabajar con Robinson para su álbum debut y después de una reunión con él, firmaron contrato con su sello I Am: no obstante después les ayudó a cerrar contrato con Roadrunner Records.
El proceso de grabación del disco fue «muy agresivo y caótico», debido en parte a que Robinson se esforzó en capturar la intensidad que la banda mostraba en sus actuaciones en vivo. Todas las partes de batería se grabaron en tres días, cosa que contribuyó al sonido crudo y directo que la banda considera parte esencial de su dirección musical. Para el 11 de noviembre de 1998, habían terminado la grabación y regresaron a Des Moines. Durante la Navidad, el guitarrista Josh Brainard, quien había participado en todas las grabaciones hasta el momento, decidió abandonar el grupo. Las razones siguen sin estar claras, aunque en su momento se pensó que fue debido a problemas familiares. Brainard disipó estos rumores diciendo que «algunas decisiones se tomaron y no estoy especialmente contento con ellas». Jim Root le sustituyó y la banda regresó al estudio en febrero de 1999. Slipknot terminó la grabación en esta época, añadiendo dos canciones más: una reedición de «Me Inside» y una pista nueva titulada «Purity». El batería Joey Jordison y el productor Ross Robinson mezclaron el disco con equipamiento tradicional, evitando el uso de tecnología computerizada. En el álbum debut se añadieron también «Wait and Bleed» y «Spit It Out», que ya había aparecido en su primera demo, mientras que «Interloper» y «Despise» también están disponibles en la versión digipak del disco. «Snap» formó parte de la banda sonora de Freddy contra Jason.

## Recepción
Slipknot fue aplaudido tanto por los críticos como por sus seguidores; después de su lanzamiento, la banda ganó más popularidad de la que esperaban ellos mismos. Rick Anderson, de Allmusic, le otorgó al disco cuatro de cinco estrellas posibles diciendo que «es un debut prometedor» y proclamando: «¿Pensabas que Limp Bizkit eran duros? Esos son The Osmonds. Estos tipos son algo enteramente distinto. Y es bastante impresionante». Muchos comentaron sobre el sonido duro y agresivo que despliega el disco; Rolling Stone afirmó que Slipknot es «metal con una m mayúscula», Kerrang! añadió que era «crudo y completamente intransigente», apostillando que «cada canción reparte un poderoso soplo a los sentidos», mientras que la revista Q la incluyó en su lista de los 50 álbumes más duros de la historia elaborada en 2001. CMJ ranked the álbum as the twelfth highest "Editorial Pick" for 1999. El disco también se incluyó en el libro 1001 Albums You Must Hear Before You Die (los 1001 álbumes que debes escuchar antes de morir) de Robert Dimery.
«Wait and Bleed», uno de los sencillos del disco, recibió una nominación a mejor interpretación de metal en los Premios Grammy de 2001, perdiendo ante «Elite» de Deftones. La cadena musical VH1 incluyó la canción en el puesto número 36 de su lista de las mejores canciones de metal de la historia. El lanzamiento del disco y la posterior gira promocional, hicieron crecer la popularidad de la banda, convirtiendo al disco en el «álbum de metal extremo más vendido de todos los tiempos». Soundscan lo ranqueó como el debut de metal con mejores ventas de la historia de las estadísticas de la empresa. El 2 de mayo de 2001, el disco fue certificado disco de platino por la RIAA en los Estados Unidos, siendo el primero de Roadrunner Records en alcanzar ese estatus en los Estados Unidos. Sólo en los Estados Unidos ha vendido más de dos millones de copias, por lo cual la RIAA lo certificó doble platino el 5 de febrero de 2005. En Canadá, la MC lo certificó platino el 10 de octubre de 2000. La BPI británica lo certifcó platino el 17 de octubre de 2008.

## Controversia
Después del lanzamiento del disco, la banda fue acusada de infringir derechos de autor debido al concepto de la canción «Purity». Taylor se inspiró en una historia que leyó en www.crimescene.com sobre una niña llamada Purity Knight que fue secuestrada y enterrada viva. A pesar de que Taylor insistió en que pensaba que la historia era una historia real, el autor alegó que era de ficción y se opuso al uso del concepto para la canción. Slipknot se vio obligada a suprimir «Purity» y el preludio sampleado «Frail Limb Nursery» del disco. Como resultado, la banda lanzó una versión remasterizada y una versión digipak en diciembre de 1999, sustituyendo esas dos pistas por «Me Inside». No obstante, la banda sigue tocando la canción en directo y está incluida en su segundo DVD musical Disasterpieces (aquí también aparece la versión de estudio) y en el álbum en directo 9.0: Live.

## Edición especial décimo aniversario
El 9 de septiembre de 2009, Slipknot lanzó una edición especial del disco para celebrar el décimo aniversario del lanzamiento de su álbum debut. Se lanzó en formato digipak y formato box set. La fecha de lanzamiento (09/09/09) es una referencia a que los nueve integrantes originales, en ese entonces, seguían en la agrupación desde el lanzamiento del disco. La edición box set incluye un CD y un DVD. El CD contiene 25 canciones, incluyendo el álbum original y varias pistas inéditas, maquetas y la retornada «Purity», todo ello con un nuevo empaquetado digipak. El DVD, dirigido por el percusionista del grupo Shawn Crahan, contiene metraje de la banda entre 1999 y 2000, titulado Of The Sic: Your Nightmares, Our Dreams. También contiene los tres videoclips lanzados para promocionar el disco, un concierto íntegro grabado en el Dynamo Open Air en 2000 y «otras sorpresas». También salió a la venta un box set «super deluxe» que incluye, además de todo lo anterior, una camiseta, un parche, cartas coleccionables, una cadena para las llaves, una gorra y una nota escrita por el vocalista Corey Taylor. Viene empaquetado de forma que parece una caja de seguridad.

## Lista de canciones
| Original |                      |          |  |
| N.º      | Título               | Duración |  |
| 1.       | «742617000027»       | 0:36     |  |
| 2.       | «(sic)»              | 3:19     |  |
| 3.       | «Eyeless»            | 3:56     |  |
| 4.       | «Wait and Bleed»     | 2:27     |  |
| 5.       | «Surfacing»          | 3:38     |  |
| 6.       | «Spit It Out»        | 2:39     |  |
| 7.       | «Tattered and Torn»  | 2:54     |  |
| 8.       | «Frail Limb Nursery» | 0:45     |  |
| 9.       | «Purity»             | 4:14     |  |
| 10.      | «Liberate»           | 3:06     |  |
| 11.      | «Prosthetics»        | 4:58     |  |
| 12.      | «No Life»            | 2:47     |  |
| 13.      | «Diluted»            | 3:23     |  |
| 14.      | «Only One»           | 2:26     |  |
| 15.      | «Scissors»           | 19:16    |  |

| Pistas adicionales versión digipak |                                                                 |          |  |
| N.º                                | Título                                                          | Duración |  |
| 15.                                | «Scissors» (edit)                                               | 8:25     |  |
| 16.                                | «Me Inside»                                                     | 2:39     |  |
| 17.                                | «Get This»                                                      | 2:03     |  |
| 18.                                | «Interloper» (demo version)                                     | 2:18     |  |
| 19.                                | «Despise» (demo version, incluyendo la canción oculta «Eeyore») | 17:30    |  |

| Reedición |                     |          |  |
| N.º       | Título              | Duración |  |
| 1.        | «742617000027»      | 0:36     |  |
| 2.        | «(Sic)»             | 3:19     |  |
| 3.        | «Eyeless»           | 3:56     |  |
| 4.        | «Wait and Bleed»    | 2:27     |  |
| 5.        | «Surfacing»         | 3:38     |  |
| 6.        | «Spit It Out»       | 2:39     |  |
| 7.        | «Tattered and Torn» | 2:54     |  |
| 8.        | «Me Inside»         | 2:39     |  |
| 9.        | «Liberate»          | 3:06     |  |
| 10.       | «Prosthetics»       | 4:58     |  |
| 11.       | «No Life»           | 2:47     |  |
| 12.       | «Diluted»           | 3:23     |  |
| 13.       | «Only One»          | 2:26     |  |
| 14.       | «Scissors»          | 19:16    |  |

| Digipack US bonus tracks # 2 |                                                             |          |  |
| N.º                          | Título                                                      | Duración |  |
| 14.                          | «Scissors» (editada)                                        | 8:25     |  |
| 15.                          | «Get This»                                                  | 2:03     |  |
| 16.                          | «Spit It Out» (overcaffeined hyper version)                 | 2:24     |  |
| 17.                          | «Wait and Bleed» (Terry Date mix)                           | 2:31     |  |
| 18.                          | «Interloper» (demo version)                                 | 3:41     |  |
| 19.                          | «Despise» (demo version)                                    | 3:41     |  |
| 20.                          | «Surfacing» (live version, including hidden track "Eeyore") | 12:39    |  |

| Edición «10 Aniversario» |                                   |          |  |
| N.º                      | Título                            | Duración |  |
| 1.                       | «742617000027»                    | 0:36     |  |
| 2.                       | «(Sic)»                           | 3:20     |  |
| 3.                       | «Eyeless»                         | 3:56     |  |
| 4.                       | «Wait and Bleed»                  | 2:29     |  |
| 5.                       | «Surfacing»                       | 3:38     |  |
| 6.                       | «Spit It Out»                     | 2:40     |  |
| 7.                       | «Tattered & Torn»                 | 2:54     |  |
| 8.                       | «Purity»                          | 4:25     |  |
| 9.                       | «Liberate»                        | 3:07     |  |
| 10.                      | «Prosthetics»                     | 4:58     |  |
| 11.                      | «No Life»                         | 2:47     |  |
| 12.                      | «Diluted»                         | 3:23     |  |
| 13.                      | «Only One»                        | 2:26     |  |
| 14.                      | «Scissors»                        | 8:24     |  |
| 15.                      | «Eeyore»                          | 2:49     |  |
| 16.                      | «Me Inside»                       | 2:41     |  |
| 17.                      | «Get This»                        | 2:04     |  |
| 18.                      | «Spit It Out» (Hyper version)     | 2:25     |  |
| 19.                      | «Spit It Out» (Stamp You Out mix) | 2:38     |  |
| 20.                      | «(Sic)» (Molt-Injected mix)       | 3:27     |  |
| 21.                      | «Wait and Bleed» (Terry Date mix) | 2:31     |  |
| 22.                      | «Wait and Bleed» (demo version)   | 2:34     |  |
| 23.                      | «Snap» (demo version)             | 2:42     |  |
| 24.                      | «Interloper» (demo version)       | 2:19     |  |
| 25.                      | «Despise» (demo version)          | 3:41     |  |

10th Aniversary Edition DVD
- Of the (Sic): Your Nightmares, Our Dreams (Mini Documenal)
- Concierto en vivo en Dynamo Open Air 2000, Nimega, Países Bajos

Videos (10th Aniversary Edition DVD)
- «Split It Out»
- «Wait and Bleed»
- «Surfacing»
- «Wait and Bleed» (versión animada)

## Personal
Slipknot
- (#8) Corey Taylor: voz
- (#7) Mick Thomson: guitarra
- (#6) Shawn Crahan: percusión, coros
- (#5) Craig Jones: sampler, teclados
- (#4) Jim Root: guitarra en Purity
- Ex - (#4) Josh Brainard: guitarra (sin acreditar) excepto Purity
- (#3) Chris Fehn: percusión, coros
- (#2) Paul Gray: bajo
- (#1) Joey Jordison: batería
- (#0) Sid Wilson: tornamesa

Producción
- Sean McMahon: productor discográfico, mixing for the demo album
- Ross Robinson: productor discográfico, mixing, A&R
- Chuck Johnson: mezcla, ingeniería de sonido
- Sean McMahon: mezcla
- Rob Agnello: asistente de ingeniería de sonido
- Eddy Schreyer: masterización
- Monte Conner: A&R
- Steve Richards: worldwide management
- Jeffrey Light: representante legal
- Dave Kirby: bookings
- Stefan Seskis: portadista
- Dean Karr: fotografía
- t42design: design, lettering
- Lynda Kusnetz: director creativo

## Posicionamientos
| Listas (1999)        | Mejor posición |
| -------------------- | -------------- |
| Top Heatseekers      | 1              |
| Billboard 200        | 51             |
| UK Albums Chart      | 37             |
| New Zealand Charts   | 49             |
| Finnish Albums Chart | 30             |
| MegaCharts           | 42             |
| Svensktoppen         | 53             |

## Certificaciones
| País           | Organismo certificador | Certificación | Ventas certificadas | Ref.   |
| -------------- | ---------------------- | ------------- | ------------------- | ------ |
| Australia      | ARIA                   | Platino       | 70 000              | [ 39 ] |
| Canadá         | Music Canada           | Platino       | 100 000             | [ 40 ] |
| Estados Unidos | RIAA                   | 2× Platino    | 2 000 000           | [ 41 ] |
| Japón          | RIAJ                   | Oro           | 100 000             |        |
| Países Bajos   | NVPI                   | Oro           | 50 000              |        |
| Reino Unido    | BPI                    | Platino       | 300 000             | [ 42 ] |

## Trivia
- James Root aparece en los créditos como guitarrista junto a Mick Thomson, pero todas las canciones excepto «Purity», fueron grabadas por el anterior guitarrista Josh Brainard, tiempo después él dejó la banda.
- «742617000027» era el código de barras de su álbum Mate.Feed.Kill.Repeat.
- «Diluted» es una versión muy corregida de la canción «Interloper», esta aparece primero en la maqueta no oficial titulada Crowz.
- En «(Sic)» se escucha una voz que dice «Here comes the pain!», esta fue una frase de la película Carlito's Way.
- En «(Sic)», la frase «Here comes the pain!» se puede inspirar por el dolor físico y mental que se tiene al ser muy famoso.
- «Purity» es una versión de «Despise».
- «(Sic)» es en realidad la canción de la maqueta Mate.Feed.Kill.Repeat llamada «Slipknot».
- La canción «Me Inside» es una variación de «The Me Inside» compuesta por Colsefini (Exvocalista del grupo).
- La Canción «Eyeless» tuvo un Cover en el año 2006 por la banda de Deathcore/Metalcore Bring Me The Horizon Lanzada como un Bonus Track en su álbum debut Count your blessings Del Año 2006